# 趙克志
趙 克志（ちょう こくし、Zhao Kezhi、1953年12月28日 - ）は、中華人民共和国の政治家。貴州省省長・委員会書記、河北省委員会書記、公安部長・党委員会書記を歴任した。第18・19期党中央委員である。

## 経歴
1953年12月28日、山東省萊西県に誕生する。
1973年3月から1975年3月、山東省萊西県夏格荘公社宮家城中学の民弁教師。
1975年3月から1976年10月、山東省萊西県農業学大寨の工作隊隊員、夏格荘公社団委副書記。
1976年10月から1980年1月、山東省萊西県夏格荘公社党委常委、姜山公社党委常委、宣伝委員。
1980年1月から1982年9月、共青団山東省萊西県委副書記。
1982年9月から1983年3月、共青団山東省萊西県委書記。
1983年3月から1983年8月、山東省萊西県南嵐公社代理党委書記。8月から1984年4月、山東省萊西県水集鎮党委書記。
1984年4月から1987年3月、山東省萊西県委副書記、県長。
1987年3月から1989年7月、山東省即墨県委副書記、県長。
1989年7月から1991年9月、山東省即墨市委書記。
1991年9月から1994年8月、山東省城郷建設委員会副主任。
1994年8月から1997年12月、山東省城郷建設委員会主任。
1995年9月から1996年7月、中共中央党校一年制中青年幹部培訓班に入学。
1997年12月から2001年1月、山東省徳州市委書記。
1996年7月から1998年7月、中共中央党校在職研究生班科学社会主義専業に入学。
2001年1月から2001年2月、山東省政府党組成員。
2001年2月から2006年1月、山東省政府副省長、党組成員。
2006年1月から2006年3月、山東省政府副省長、党組副書記。
2006年3月から2006年4月、江蘇省委常委。
2006年4月から2010年8月、江蘇省委常委、省政府副省長、党組副書記。
2010年8月から2010年9月、貴州省委副書記、代省長。
2010年9月から2012年7月、貴州省委副書記、省長。
2012年7月から2012年12月、貴州省委書記、省長。
2012年12月から2013年1月、貴州省委書記。
2013年1月から2015年7月、貴州省委書記、省人大常委会主任。
2015年7月から2016年1月、河北省委書記。
2016年1月から2017年10月、河北省委書記、省人大常委会主任。
2017年10月から2017年11月、中華人民共和国公安部党委書記。
2017年11月、中華人民共和国公安部部長部長・党委書記、中央政法委委員、総警監。
2018年3月、国務委員を兼務。

## 先代・次代
| 官職        | 官職                                                                   | 官職        |
| ----------- | ---------------------------------------------------------------------- | ----------- |
| 先代 肖世誠 | 即墨県人民政府県長 1987年3月-1989年9月                                 | 次代 孟広耀 |
| 先代 蔣定之 | 江蘇省人民政府常務副省長 2006年4月-2010年8月                           | 次代 李雲峰 |
| 先代 林樹森 | 貴州省人民政府省長 2010年8月 - 2012年12月                              | 次代 陳敏爾 |
| 先代 郭声琨 | 中華人民共和国公安部部長 第14代：2017年11月4日 - 2022年6月24日         | 次代 王小洪 |
| 党職        |                                                                        |             |
| 先代 秦玉生 | 中国共産党即墨県（市）委員会書記 1989年9月–1991年9月                   | 次代 孟広耀 |
| 先代 栗戦書 | 中国共産党貴州省委員会書記 2012年7月 - 2015年7月                       | 次代 陳敏爾 |
| 先代 周本順 | 中国共産党河北省委員会書記 2015年7月 - 2017年10月                      | 次代 王東峰 |
| 先代 郭声琨 | 中国共産党中華人民共和国公安部委員会書記 2017年11月4日 - 2022年6月24日 | 次代 王小洪 |
| 議会        |                                                                        |             |
| 先代 栗戦書 | 貴州省人民代表大会常務委員会主任 2013年1月-2016年1月                   | 次代 陳敏爾 |
| 先代 周本順 | 河北省人民代表大会常務委員会主任 2016年1月-2017年12月                  | 次代 王東峰 |